# Darwin River Dam
Darwin River Dam är en dammbyggnad i Australien. Den ligger i kommunen Litchfield och territoriet Northern Territory, omkring 43 kilometer söder om territoriets huvudstad Darwin. Darwin River Dam ligger 43 meter över havet.
Trakten runt Darwin River Dam är nära nog obefolkad, med mindre än två invånare per kvadratkilometer.. Närmaste större samhälle är Acacia Hills, omkring 17 kilometer öster om Darwin River Dam.
I omgivningarna runt Darwin River Dam växer huvudsakligen savannskog. Savannklimat råder i trakten. Genomsnittlig årsnederbörd är 1 732 millimeter. Den regnigaste månaden är januari, med i genomsnitt 436 mm nederbörd, och den torraste är juni, med 1 mm nederbörd.